# 稗荩属
稗荩属（学名：Sphaerocaryum）是禾本科下的一个属，为一年生纤细草本植物。该属仅有稗荩（Sphaerocaryum malaccense）一种，分布于印度和中国西南部、南部至台湾。